# نيبريس
نيبرس (بالإنجليزية: Nibris)‏ هي شركة لتطوير ألعاب الفيديو تقع في كراكوف، بولندا تقوم بشكل أساسي بتطوير وحدات تحكم ألعاب الفيديو نينتندو دي أس ووي. اشتهرت نيبرس بعِدة مشاريع وي الملغية لاسيما الحزن (لعبة فيديو)، وهي لعبة رعب للبقاء على قيد الحياة. لم تعد الشركة موجودة. تم إغلاق موقعها الرسمي في فبراير 2010، مما جعل لعبة Double Bloob هي اللعبة الوحيدة التي تم تطويرها.  وأفيد لاحقًا في أكتوبر من نفس العام أنه تم تحويله إلى منسق للمركز الأوروبي للألعاب، مما أدى إلى توقف تطوير اللعبة نهائيًا. تم الإبلاغ أيضًا عن تسليم موظفين ومشاريع Nibris المتبقين إلى بلوبير تيم، وهو مطور ألعاب آخر. 

## نهاية

### نهاية الموقع الرسمي
موقع نيبريس الرسمي، الذي لم يتم تحديثه منذ إعلان ظهوره في عام 2008 أُغلق أعتبارًا من فبراير 2010. 

## المشاريع

### القائمة
| رقم     | المعنى بالعربية    | الاسم الرسمي              | حالة | ملاحظات            |
| ------- | ------------------ | ------------------------- | ---- | ------------------ |
| 1       | الحزن              | Sadness                   | مُلغى | [ ملاحظة 1 ] [ 4 ] |
| 2       | أطفال الليل        | The Children of the Night | مُلغى |                    |
| 3       | غارة فوق النهر     | Raid over the River       | مُلغى |                    |
| 4       | مسدس الماء المزدوج | Double Bloob              |      |                    |
| المراجع |                    |                           |      |                    |

### خلفية
أطلقت الشركة لعبة الحزن أول لعبة لمنصة وي يتم تقديمها بالكامل باللونين الأبيض والأسود، وقد تم تصميمها من العديد من ميزات تطوير Wii التي لا تأتي عادةً مع SDKs القياسية" المتوفرة عبر Gamebryo لتنسيق Nintendo.

## مُلاحظات
1. ↑  في 20 مايو 2014، ظهرت مواقع مختلفة تعلن عودة اللعبة على وي حصريًا.